# Trifolium stellatum
Trifolium stellatum es una especie de la familia de las fabáceas.

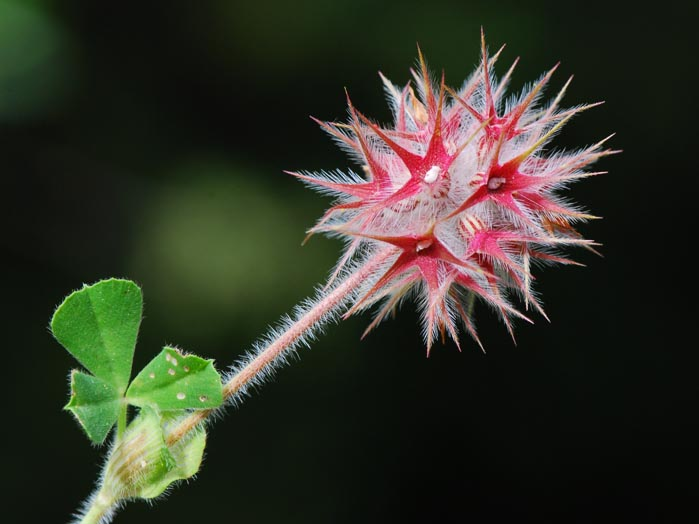
Detalle

## Descripción
Hierba anual muy pelosa. Tallos erectos de hasta 30(-35) cm de longitud. Hojas laternas con 3 hojuelas escotadas y dentadas, de 8-12 mm de longitud. Flores dispuestas en cabezuelas más o menos densas, globosas u ovoideas; cáliz con 5 dientes cuya longitud es al menos dos veces la del tubo; corola amariposada de 8-12 mm de longitud, rosada. Fruto en legumbre pequeña que permanece incluida en el cáliz. Florece en primavera.

## Hábitat
Prados y matorrales mediterráneos, cultivos y márgenes de los caminos.

## Distribución
En el Mediterráneo, Islas Canarias, al este hasta Persia.

## Taxonomía
Trifolium stellatum fue descrita por  Carlos Linneo y publicado en Species Plantarum 2: 769. 1753.
Citología
Número de cromosomas de Trifolium stellatum (Fam. Leguminosae) y táxones infraespecíficos: 2n=14
Etimología
Trifolium: nombre genérico derivado del latín que significa "con tres hojas".
stellatum: epíteto latino que significa "estrellado".
Sinonimia
- Trifolium xanthicum Freyn
- Trifolium xanthinum Freyn[7]

## Nombre común
- Castellano:  estrella, farolillo, farolitos, hopo de cabrillas, jopo de zorra, trebulo, trifolio estrellado, trébol, trébol estrellado, trébul.[8]